# Bliżyn
Bliżyn (uitspraakⓘ) is een dorp in de Poolse woiwodschap Święty Krzyż. De plaats maakt deel uit van de gemeente Bliżyn en telt 1800 inwoners.

## Verkeer en vervoer
- Station Bliżyn